# 鄭華 (景泰進士)
鄭華（1421年—？），字思賢，福建興化府莆田縣人，匠籍，明朝政治人物。同進士出身。

## 生平
景泰元年（1450年）庚午科福建鄉試第六名。景泰五年（1454年）甲戌科第三甲第二十二名進士。

## 家族
曾祖鄭子中。祖父鄭至善。父鄭伯清。